# Dorfkirche Druxberge

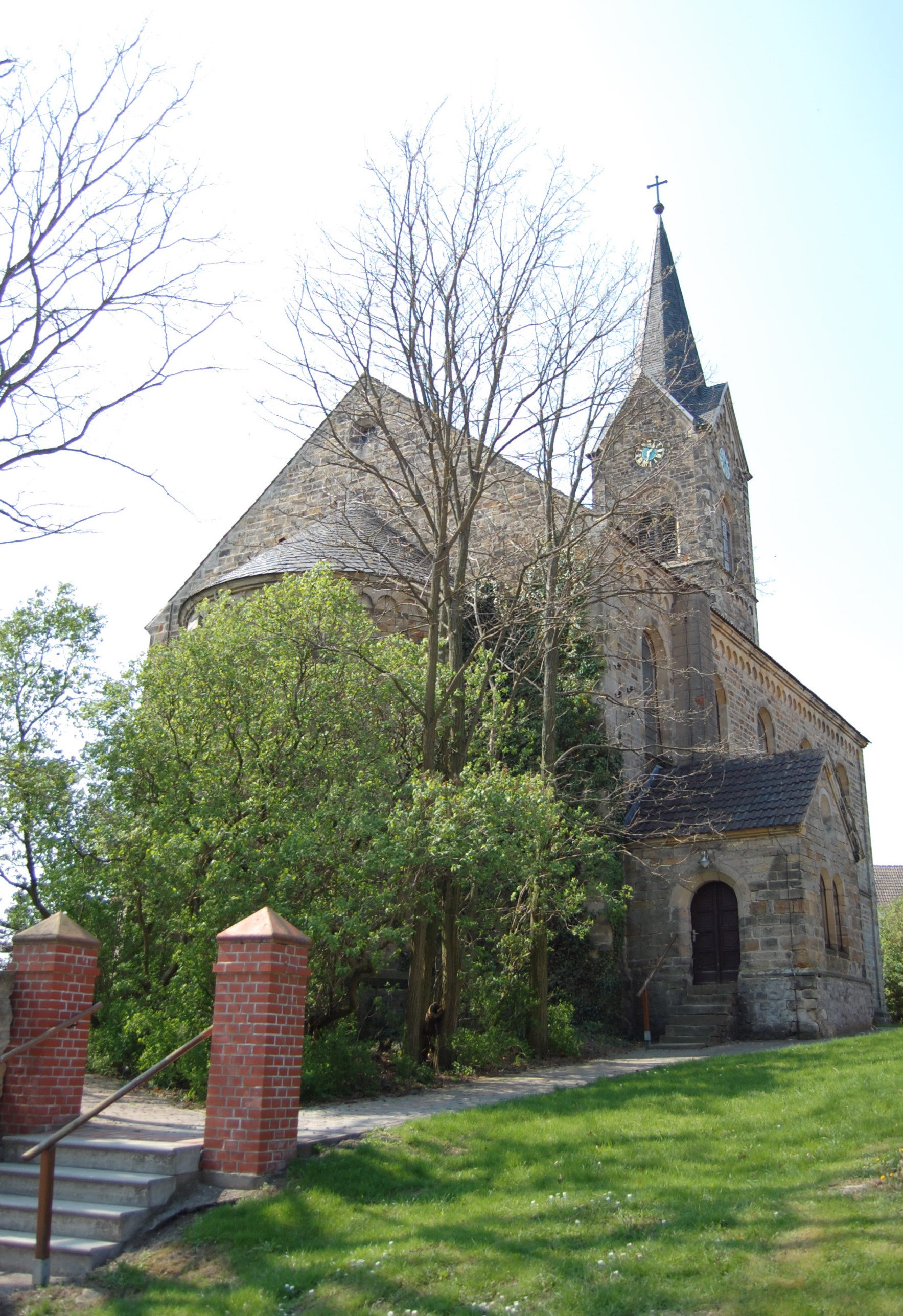
Dorfkirche Druxberge

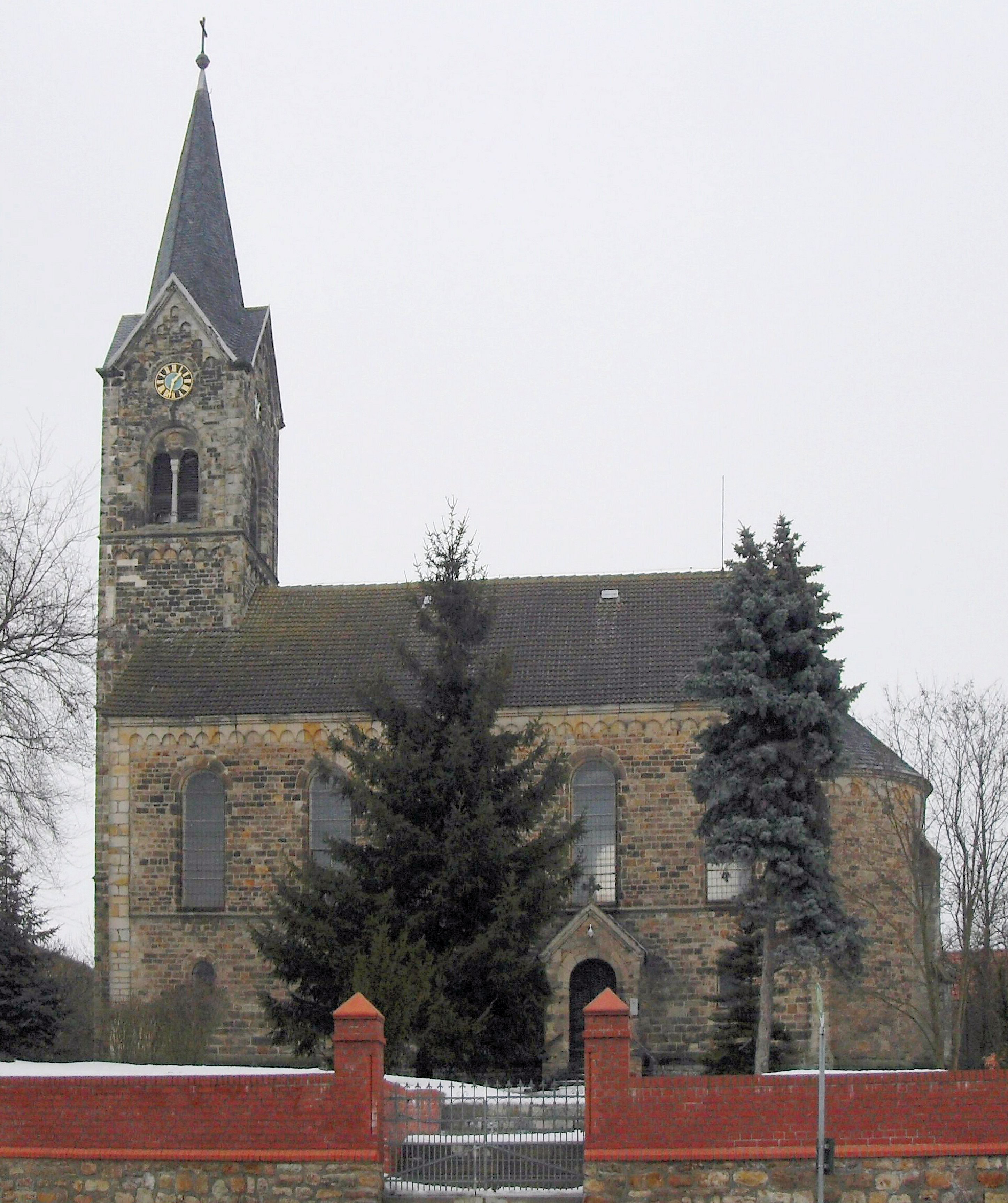
Südseite

Die Dorfkirche Druxberge ist die evangelische Kirche des Dorfes Druxberge in Sachsen-Anhalt.

## Geschichte und Architektur
Bereits 1257 wird eine Kirche in Druxberge erwähnt. Von diesem Kirchengebäude sind noch einige Teile der Friedhofsmauer enthalten. Von 1864 bis 1866 entstand die heutige Kirche als Hallenkirche nach Plänen von Friedrich August Stüler im Stil der Neoromanik. Der westlich des Kirchenschiffs auf quadratischem Grundriss stehende Turm ist in das Schiff eingezogen. An der Ostseite der Kirche befindet sich eine halbrunde fensterlose Apsis, die über gestufte Strebepfeiler verfügt. Die Fassade ist durch Lisenen und Rundbogenfries gegliedert.
Das Kircheninnere wird durch wird von einem mit Brettern verkleideten Dachstuhl bedeckt. Auf der Hufeisenempore befindet sich eine 1868 vom Orgelbaumeister August Troch aus Neuhaldensleben geschaffene mechanische Orgel, die noch im Originalzustand erhalten ist. Auch im Übrigen stammt die Ausstattung aus der Bauzeit der Kirche.
Bemerkenswert ist ein in die Friedhofsmauer eingelassener Kreuzstein aus dem 13. Jahrhundert sowie ein figürlicher Grabstein des 1585 verstorbenen Kurt von Penningsack.